# Graniczna Placówka Kontrolna Lubawka
Graniczna Placówka Kontrolna Lubawka:
1. pododdział Wojsk Ochrony Pogranicza pełniący służbę na przejściu granicznym.
2. graniczna jednostka organizacyjna polskiej straży granicznej pełniący służbę na przejściu granicznym i realizująca zadania w ochronie granicy państwowej.

## Formowanie i zmiany organizacyjne
W 1948 Graniczna Placówka Kontrolna nr 58 „Lubawa” (drogowa) podlegała 23 Brygadzie Ochrony Pogranicza.
Potem funkcjonowała w strukturach 5 Brygady WOP. 
Jesienią 1965 placówka weszła w podporządkowanie Komendy wojewódzkiej Milicji Obywatelskiej.
W 1991 ochronę granicy państwa przejęła nowo sformowana Straż Graniczna. Graniczna Placówka Kontrolna w Lubawce weszła w podporządkowanie Łużyckiego Oddziału Straży Granicznej.

## Dowódcy placówki
- por. Bolesław Kaleta (1954)

Tadeusz Jarmoliński wymienia następujących dowódców placówki:
- por. Bolesław Kaleta
- por. Grzegorz Harbuz
- por. Komajda
- kpt. Józef  Czyniewski
- kpt. Mieczysław  Rawski
- mjr Aleksander  Czapiga
- mjr Marek Gonera